# Молотов (лек крайцер, 1939)
Вижте пояснителната страница за други значения на Молотов.
Молотов (от 3 август 1957 г. – „Слава“) е съветски лек крайцер от проекта 26-бис, участник във Великата отечествена война. Наречен в чест на Вячеслав Молотов.

## Създаване на проекта
На 15 април 1932 г. е утвърдено официалното оперативно-тактическо задание за разработката на проект за лек крайцер, предназначен за подсигуряване на бойните действия на подводниците при своите бази и в морето, разузнаване и поддръжка на разузнаването и атаките на есминците, атаки (отразяване) на десанта на противника и подсигуряване на собствените тактически десанти, участия в комбиниран удар на силите на флота по противника в морето, бой с крайцерите на противника.
НИВК на ВМС разработва ескизния проект на крайцера, утвърден на 20 април 1933 г. На 8 май с ЦКБС-1 е сключен договор за разработката на общ (технически) проект. Процедурата по проектирането се ръководи от началника на корпусния отдел на бюрото А. Й. Маслов, назначен за главен конструктор през 1935 г. Главен наблюдаващ от ВМС е В. П. Благовещенски. В основата на проекта 26 (така е наречен той) е чертежът на крайцера „Eудженио ди Савоя“, за същия крайцер е предназначена и главната енергетична установка, която италианците решават да продадат на СССР. За приемане на механизмите на фирмата „Ансалдо“ през юли 1934 г. е изпратен главният инженер на ЦКБС-1 В. А. Никитин. Получавайки документацията, съветските инженери са принудени да я преработят при съставянето на чертежите.

## Строителство на кораба
За разлика от напречната система на набора, типична за италианските кораби, съветските инженери изготвят крайцера по смесената система, класическа за съветското предвоенно корабостроене: в средната част се използва надлъжната система с шпация на раменните шпангоути от 750 mm, а в краищата – напречна с шпация 500 mm (при италианците тя е 760 mm). Обърнато е внимание на конструкцията на мястото на стиковане на двете системи, за да се избегне рязкото изменение на площта на сечението и появата на концентрации на напрежение. Палубната и бордовата броня са разглеждани като част от основните връзки, подсигуряващи общата надлъжна здравина. Благодарение на това корпусът на всеки крайцер от проект 26 се оказва по-силен от корпуса на италианския кораб.
Строителството на крайцера, кръстен „Молотов“, започва в Николаевския завод № 198 на 14 януари 1937 г. Секциите на корпуса се сглобяват на малкия стапел № 4. След освобождаване на стапел № 1 средната част на корпуса е приспусната до ръба във водата, а след това със 150-тонен кран нейните секции започват да се подават на стапел № 1. Спускът на вода е осъществен на 4 декември 1939 г. От 11 ноември 1940 до 18 март 1941 г. са заводските изпитания, а от 19 март до 31 май и държавните изпитания. На ходовите изпитания корабът показва най-добрите за крайцерите от своя проект скоростни показатели: 36,3 възела при мощност на турбините от 133 хил. к.с. Влиза в състава на Черноморския флот на 14 юни 1941 г. В навечерието на войната влиза в отряда на леките сили на ескадрата на ЧФ и в същото време е единственият кораб във ВМС на СССР, на който има поставена съветската радиолокационна станция „Редут-К“. На 15 юни 1941 г., на следващия ден след влизането му в строй, крайцерът участва в големи флотски учения, в хода на които неговата РЛС успешно е използвана за откриване на самолети.

## Великата отечествена война

### Отразяване на въздушни атаки в Севастопол
От 22 юни до 1 ноември 1941 г. крайцерът се базира в Севастопол, отработвайки организацията на службата и участвайки в противовъздушната отбрана на Черноморския флот. На 24 юни е установена телефонна връзка между крайцера, щаба на флота и КП на ПВО, благодарение на която данните от станцията „Редут-К“ се съобщават в щаба на флота по кабел. Станцията работи понякога по 20 часа на денонощие, но нито веднъж не излиза от строй. В корабния дневник на крайцера е записано:
Всички опити на противника да произведат внезапно нападение над базата за стоянка на крайцера нямат успех благодарение на бдителността на личния състав на РЛС, заблаговременно предупреждаващ ПВО на базата за откриване на самолети на противника с време, достатъчно за привеждане в готовност на средствата за ПВО – изтребителната авиация и зенитната артилерия.
След превземането от немците на кримските летища, командващият Черноморския флот заповядва да се изведат корабите в Поти. В нощта на 1 ноември 1941 г. „Молотов“, „Парижская коммуна“, „Ташкент“ и „Сообразителний“ се насочват към Поти, а на 3 ноември крайцерът преминава от Поти в Туапсе за усилване на ПВО на базата. По-късно той се използва за артилерийската поддръжка на войските на 51-ва армия.

### Рейдове от Туапсе
На 8 ноември в 22:40 крайцерът се насочва от Туапсе в района Феодосия – Чауда за обстрел на скупчванията на техника и жива сила на немците в Марфовка, Новоселовка, Кенегес и Атан Алчиш. Командирът на кораба, капитан 1-ви ранг, Ю. К. Зиновиев решава да произведе огневите налети на един боен курс и да обстрелва най-отдалечените обекти, за да изпълни бойната задача колкото е възможно по-скоро: след обстрела на една цел корабът пренася огъня на следващата, а на един курс при съхраняване на хода даже се повишава точността. В 4:06 на 9 ноември „Молотов“ ляга на курс 282° и при скорост от 14 възела открива огън с триоръдейни залпове от оръдията на главния калибър. Целите се намират на разстояние 105 – 140 кабелта. В 5:26 след 95 изстрела крайцерът се оттегля в морето със скорост 28 възела, стремейки се на разсъмване да се окаже като минимум на 50 мили от брега. В 16:50 той се връща в Туапсе, а в 21:15 излиза за поредната операция по обстрел от района Елчан Кая на силите на противника в Султановка, Марфовка и Пташкино. От 4:20 до 5:06 на 10 ноември корабът прави три огневи галса и изразходва 96 снаряда на главния калибър. В резултат на тези обстрели, по съобщение на щаба на 51-ва отделна армия, противникът понася значителни загуби. На обратния път „Молотов“ в 7:15 отразява атаката на четири торпедоносеца и в 9:50 се отклонява от бомбите, хвърлени по него от четири бомбардировача. В базата пристига в 19:30.

### Транспортиране на пехотни части. Евакуация на ранени
През декември 1941 г. в хода на подготовката за Керченско-Феодосийската десантна операция крайцерът влиза в състава на отряда за прикритие наравно с лидера „Ташкент“ и есминеца „Смишльоний“. Отрядът се командва от командира на крайцера Ю. К. Зиновиев. Два баркаса на „Молотов“ с екипаж от 10 матроса и старшини са предадени на крайцера „Красний Крим“, който според плана на операцията трябва да пусне котва на Феодосийския рейд и да провежда стоварването на десанта с помощта на плавателни средства. Но настъплението на немците към Севастопол изменя плановете и сроковете за провеждане на тази операция. Във връзка с началото на втория щурм над Севастопол „Молотов“ получава заповед да достави в главната база части на 386-та стрелкова дивизия.
На 24 декември в 17:00 той отплава от Туапсе и се насочва за Поти. Оказва се, че войската трябва да се приема на рейда Очамчири с помощта на спомагателни съдове. На 25 декември крайцерът пристига на рейда и пуска котва, но поради силното вълнение спомагателните съдове не могат да излязат в морето и „Молотов“ трябва да отиде в Поти. В течение на следващите два дни на кораба от причала са натоварени 15 вагона авиобомби и боеприпаси, оръдия и миномети, а на рейда от буксири и парахода „Потьомкин“ са качени 1200 бойци и командири. В 7:55 на 28 декември крайцерът вдига котва и взема курс към главната база (при прехода скоростта му достига 32 възела), На 29 декември в 7:10 той пристига в Севастопол. Едновременно тук пристигат линкорът „Парижская коммуна“ и два есминеца. Разтоварването им е на Уголний причал в Северния залив под обстрел на противника (загиват два матроса, много са ранени, самият кораб получава множество осколъчни пробойни в кърмовата част на корпуса).
В хода на разтоварването „Молотов“ води огън по станциите Бахчисарай, Белбек и други цели, участвайки в арт-поддръжката на сухопътните войски, и отбива атаката на осем немски бомбардировача. В резултат нито един от бомбардировачите не успява да повреди кораба, един от тях даже е свален. 100-mm оръдия на крайцера повече от час обстрелват силите на немците, които се опитват да атакуват 30-та брегова батарея. Главният калибър води огън по Морозовка, където е скупчването на бронетехниката на немците. Скоро немците започват да водят ответен огън и „Молотов“ в 19:20 се швартова на Телефонния пристан. За 29 декември той изразходва 205 снаряда калибър 180 mm и 107 – калибър 100 mm. От стрелбите на крайцера в Бахчисарай са разрушени 16 вагона с боеприпаси и няколко склада, а във Верхне Садовое са унищожени 9 автомобила. Взема на борда 600 ранени бойци от Приморската армия и евакуируеми жители на Севастопол, и в 1:05 на 30 декември в условията на силна буря и 8 бала северен вятър крайцерът отплава от главната база за Новоросийск.
В нощта на 1 януари, заедно с лидера „Ташкент“, той подсигурява прехода и разтоварването на транспортите „Абхазия“ и „Белосток“, доставящи от Новоросийск в Севастопол части на 386-та стрелкова дивизия. На „Молотов“ също има 700 червеноармейци, боеприпаси и батарея реактивни установки БМ-8. Сутринта той се швартова в Южния залив и пристъпва към разтоварване, а през деня, стоейки на котва в Северния залив, поддържа с огън войските на 3-ти и 4-ти сектор на отбраната на града. Главният калибър и 100
-mm оръдия обстрелват позициите на нацистките войски и летището. На 2 януари в 4:10 крайцерът, вземайки 500 евакуируеми (от тях 340 ранени), отплава от Севастопол и в 16:40 застава към пирс № 11 в Туапсе. Вечерта на 3 януари, натоварил боеприпаси, той се насочва за Новоросийск, където пристига в утрото на следващия ден. С 664 бойци попълнения на борда корабът в 18:15 взима курс за Севастопол. В морето към него се присъединява лидерът „Ташкент“. На 5 януари в 5:20 сутринта „Молотов“ се швартова на стената в Южния залив и започва стоварването на войските и боеприпасите. В течение на четири дни той обстрелва от 180-mm и 100-mm оръдия позициите на противника в района на Мекензиевите планини, а на 8 януари с 539 ранени на борда в 17:50 отплава за Туапсе, където пристига на 9 януари в 8:45.

### Авария при нефтопирс № 4 и ремонт
В нощта на 21 януари по 22 януари 1942 г. крайцерът стои при нефтопирс № 4, швартован по десния борд, спусната е лявата котва, а от кърмата е подадено въже към бочка. По кърмата на крайцера се намира есминеца „Смишльоний“, при съседния пирс се намира „Красний Кавказ“ и танкерът „Кремъл“. Към 4 часа сутринта от планините върху порта се стоварва норд-ост (бора). Силният вятър и вълни започват да люлеят крайцера и да го блъскат в стената, швартовите се късат един след друг. Поради опасността да се повреди цялата обшивка на десния борд, в 7:47 командирът заповядва да се отдалечат от пирса и пуснат две котви на малкия рейд, стабилизирайки се с машините. Но вятърът е прекалено силен, и лявата котвена верига скоро се къса, а втората котва не може сама да удържи кораба на място. Вълните го отнасят към бетонния мол. „Молотов“ дава на заден ход, но поредната вълна го избутва напред, и в 8:36 той се удря с носа в мола, повреждайки форщевена и деформирайки обшивката. Веднага крайцерът е понесен назад, кърмата по левия борд се ударя в пирса, в резултат на което се оказва повредена обмотката за размагнитване. В 8:53 под винтовете попада бочка и трябва да спрат машините. Към пирса са подани швартови, за да се опънат с шпила, но и те скоро се скъсват. Вятърът започва да обръща кораба с носа наляво, с форщевена си той минава по борда на крайцера „Красний Крим“ и протаранва танкера. В 9:06 бочка излиза изпод винтовете, но крайцерът е натиснат към кърмата на есминеца „Смишльоний“, причинявайки му сериозни повреди. В 9:23 по заповед на командира на крайцера наводняват носовите диферентни отсеци и съдът ляга с носа на грунта.
Вятърът и вълните навалят кораба с кърмата на пирса, при това се разрушава обшивката. В 10:07 на помощ му се притичва есминеца „Сообразителний“ за поддържане на кърмата, но 10-балният вятър не му позволява да се приближи на необходимата дистанция. Боцманската команда на крайцера успява да подаде няколко въжета към пирса, но поредната вълна дръпва кораба и ги къса. Скъсаното въже смъртоносно ранява старшина, още два матроса са осакатени. Въжето е подадено на есминеца едва към обяд. Приближилият се по-късно буксир също успява да вземе въже откъм кърмата. След 16 часа щорма започва да стихва.
В резултат на развилнялата се стихия е повредена обшивката на левия борд в кърмата от 264-тия шпангоут до транеца, по левия борда са скъсани 4 шпангоута (от 290-ия до 293-тия), също е счупен кърмовия клюз, с 400 mm е огънат форщевена, наводнен е таранният отсек, повредени са тръбопроводи за отопление в кърмовите помещения и оборудването на отсека за димапаратурата. Ремонтът на крайцера е направен в кораборемонтния завод в Туапсе. На 14 февруари работите са завършени, но поради недостатъчните производствени мощности на предприятието форщевенът не е напълно поправен, което снижава скоростта на „Молотов“ с 2 – 3 възела. Едва в завод № 201, с помощта на кесон, форщевенът е възстановен напълно.

### Обстрели във Феодосийския залив
След завършването на ремонта крайцерът е привлечен за обстрел над войските на противника по крайбрежието на Феодосийския залив, подсигурявайки поддръжката на настъплението на войските на Кримския фронт. Вечерта на 20 февруари 1942 г. „Молотов“, под флага на командира на ОЛС контраадмирал Николай Басистий, в съпровождане на есминците „Сообразителний“ и „Смишльоний“ излиза в определения район, а на 21 февруари в 1:30 открива огън по Коктебел и Стари Крим, изстрелвайки в условията на люлеене в течение на 18 минути 60 снаряда калибър 180 mm. Към 8 часа щормът достига осем бала, а кренът на кораба се увеличава до 37°. При смяна на курса носът и кърмата попадат на върховете на различни вълни и корпусът се огъва, а на горната палуба се образува гънка от борд до борд. След като „Молотов“ слиза от върховете на вълните, гънката безследно изчезва, само в камбуза от палубата се отлепя керамична плоча. Есминците получава тежки повреди и в 16:20 отрядът се връща в базата.
На 26 февруари „Молотов“ под флага на Н. Е. Басистий излиза в морето. Съпровождат го лидерът „Харков“, есминците „Сообразителний“ и „Смишльоний“. В 21:40 отрядът се среща с линкора „Парижская коммуна“, съпровождан от два есминеца. До Феодосийския залив корабите плават заедно, а след това се насочват към своите райони за стрелба. На 27 февруари в 0:05 крайцерът открива огън по позициите на противника в района на Феодосия, изстрелвайки в течение на 25 минути 60 снаряда на главния калибър. Огънят се води по площ на дистанция 110 кабелта от всички кули пооръдейно. Завършвайки стрелбата, корабът отплава за района на дневното маневриране и едва след настъпването на тъмнината отново се приближава към брега. В 22:03 той отново открива огън по Феодосия и обстрелва порта ѝ, за 20 минути изразходвайки 40 снаряда калибър 180 mm. В 2:10 той отново обстрелва Феодосия, пускайки за 15 минути 33 снаряда. На 28 февруари в 2:30 крайцерът се насочва към базата, където пристига в 10:27. Вечерта на същия ден в 19:08 той отново се насочва във Феодосийския залив и на 1 март в 2:43 от дистанция 134 кабелта открива огън по немските позиции, изстрелвайки 40 снаряда за 11 минути. След това той се отдалечава от брега в морето и с настъплението на тъмнината се връща в залива. В 22:34 от дистанция 147,5 кабелта той отново започва да стреля по врага и за 10 минути изстрелва още 40 снаряда по противника. На 2 март в 9:05 се връща в базата.
За средата на март 1942 г. е запланувано настъпление на 44-та армия на Керченския полуостров. До началото на операцията корабите на ЧФ нанасят удари по позициите на неприятеля, поддържайки левия фланг на армията. На 14 март в 21:09 крайцерът в охраната на лидера „Ташкент“ и есминеца „Бдителний“ излиза от Туапсе, а от 4:20 до 4:34 на следващия ден обстрелва укрепените пунктове на противника в района Феодосия-Стари Крим, изстрелвайки 80 снаряда калибър 180 mm, и в 11:40 се връща в базата. На 16 март в 18:50 в съпровод на есминеца „Свободний“ крайцерът отново се насочва към Феодосийския залив. На 17 март от 1:18 до 1:41 той обстрелва селищата Корокел, Болшие Камиши, Саригол, изразходвайки 149 снаряда на главния калибър, и в 8:13 се швартова в Туапсе. На 18 март немската авиация извършва масирано нападение над порта и няколко бомби падат до крайцера (повреди няма). Вечерта на същия ден „Молотов“ в съпровождане от есминеца „Свободний“ излиза за Поти, където от 20 март, за 25 дни, влиза за ремонт в завод № 201.

### Трето настъпление на немците към Севастопол
На 7 юни започва третото настъпление на немците към Севастопол. За неговото отразяване на Приморската армия са необходими подкрепления. В 14:13 на 10 юни „Молотов“ отплава от Поти и в утрото на 11 юни пристига в Новоросийск. На 12 юни в 0:51, с 2998 бойци на борда – 138-ма отделна стрелкова бригада, 28 оръдия, 8 миномета, над 1000 автомата и до 150 t боеприпаси, продоволствия и медикаменти, крайцерът с есминца „Бдителний“ излиза в морето. Спусналите се към анатолския бряг, корабите обръщат на запад. В здрача на 12 юни отрядът ляга на курс към обсадения град.
В 18:23 над корабите се появява самолет разузнавач, а в 20:28 започва и бомбардировката на корабите. Отначало 6 пикиращи бомбардировача се опитват да атакуват съдовете, но и двата се отклоняват от хвърлените върху тях бомби. След това „Молотов“ е атакуван по десния борд от два пикировачи и едновременно от левия борд от четири торпедоносци. Един от последните е свален, а от хвърлените от тях торпеда крайцерът се уклонява. 6 минути след това нападение „Молотов“ от хоризонтален полет е безрезултатно атакуван от бомбардировачи. След още 4 минути последва съвместна атака на два торпедоносеца и два бомбардировача. Корабите избягват преките попадения, но от близките разриви в корпуса на крайцера започва теч и временно излизат от строя някои механизми. Пробивайки блокадата, зенитчиците на „Молотов“ за 30 минути (от 20:28 до 20:57) изразходват 96 снаряда калибър 100 mm, 147 калибър 45 mm, 406 калибър 37 mm и 1082 патрона калибър 12,7 mm.
В 23:52 корабът доближава до Уголния пристан и, съгласно получената заповед от щаба на Севастополския отбранителен район, открива огън на 13 юни в 1:58 по Бахчисарай от двете носови кули (по два изстрела в залп). Артилеристите на крайцера успяват да поразят ешелон с боеприпаси. Едновременно 100-mm оръдия обстрелват Камишли. Междувременно започва стоварването на боеприпасите и артилерията по десния борд на причала по две сходни и осем лодки и по левия борд по две сходни на баржа. При пристигането на крайцера на причала се събира тълпа ранени и евакуируеми, които с края на работите се устремяват към кораба, запълвайки помещенията и палубата и пречещи на разтоварването, за това неразтоварени остават 42 t боеприпаси. След края на стрелбата по Бахчисарай, „Молотов“ пренася огъня към Сюрен и Опитное, изразходвайки 51 снаряда калибър 180 mm и 84 калибър 100 mm. С 1065 ранени и 350 жени и деца на борда, крайцерът, в 2:30 на 13 юни, отдава швартовите и след есминеца „Бдителний“ излиза от Севастополския залив. Преминавайки Херсонския маяк, крайцерът, по задание на щаба на Севастополския отбранителен район, обстрелва немските войски в пунктовете Торопова дача, Сухая балка, Сухая речка и Камари. Завършвайки стрелбата (изразходвани 73 снаряда калибър 180 mm), корабите увеличават хода до 28 възела, обръщат на юг и в 19:40 благополучно се връщат в Туапсе.
На 10 и 13 юни вражеската авиация потопява транспортите „Абхазия“ и „Грузия“, плаващи за Севастопол с боеприпаси. Защитниците на града остават почти без снаряди, и командващия Севастополския отбранителен район и флота Филип Октябърски заповядва повторно да се изпрати крайцерът „Молотов“ с войски и възможно най-голямо количество боезапас. Това рисково решение се основава на това, че крайцерът успява през тъмното време на деня да се промъкне към Севастопол, да се разтовари и да излезе от опасния район. На 14 юни в 8:21 „Молотов“ отплава от Туапсе и, развивайки 30 възела скорост, в 11:15 пристига в Новоросийск. Заставайки при Импортната пристан, той взема на борд 373 t боеприпаси, 45 t продукти, 60 t различно имущество и 24 миномета, а след това се премества към причал № 5 за товарене на мазут и войски (3175 души). На 15 юни в 2:20 крайцерът излиза в морето в съпровод на есминеца „Безупречний“ и скорост от 20 до 29 възела. По пътя вражеското въздушно разузнаване не се появява и в 0:06 на 16 юни корабите благополучно влизат в главната база. Швартовката е затруднена от 6 бала южен вятър и отсъствието на швартовни палове, унищожени от снарядите и бомбите, но крайцера все пак застава на Уголния пристан и започва бързо да се разтоварва. При стената кърмата на „Молотов“ през цялото време се удържа от буксир, но вятърът на два пъти отдалечава кораба от брега. От 100-mm оръдия крайцерът открива огън по селището Камишли, изразходвайки 84 снаряда. В отговор по мястото на неговата стоянка открива огън немската артилерия и тежките снаряди се взривяват на причала и във водата. От щаба на базата постъпва заповед веднага да се връщат. В 1:55 кораба с 1625 ранени и 382 евакуируеми без помощта на буксири, само със своите машини, работещи на пълна мощност в противоположни направления, се обръща за излизане и в 2:40 преминава боновете (неразтоварени остават 62 сандъка с боеприпаси). В 3:11 корабът ляга на курс 137° и на скорост 20 възела от 3:17 до 3:34 обстрелва с главния калибър Камишли и Алсу, изразходвайки 113 снаряда. Увеличавайки хода, крайцерът заедно с „Безупречний“ излиза от зоната на действие на блокадните сили на противника и на 17 юни в 1:25 пристига в Новоросийск, където се разтоварва и на 18 юни отплава за Поти.
За времето на отбраната на Севастопол той доставя в главната база 9440 бойци и командири, подразделение „катюши“, 560 оръдия, 45 миномети, 16 800 винтовки, 3680 автомата и картечници, 10 вагона авиобомби и 145 вагона боеприпаси. От обсадения град са изведени над 6000 ранени бойци, жени и деца. Понякога претоварването достига 1000 t, и помещенията на кубриците са толкова претъпкани със сандъци с боеприпаси, че в случай на бойни повреди работата на аварийните екипи на някои места би била невъзможна. Вследствие поставянето на товари над водолинията метацентричната височина намалява от 1,2 m до 0,75 m и при такова положение при преместването на руля в момента на отклоняване от въздушни атаки кренът на кораба достига 10°, което затруднява воденето на зенитния огън.

### Обстрел на Феодосия и фаталната въздушна атака
В периода на подготовката на противника за форсиране на Керченския пролив и десант на Таманския полуостров командващият ескадрата вицеадмирал Лев Владимирский получава от Военния съвет на Черноморския флот задачата: в нощта на 3 август да обстреля Феодосия, нейния порт и причали Двуякорния залив, за да се унищожат съсредоточените там (по данни на разузнаването) съдове и плаващи средства. Осъществяването на тази операция е възложено на крайцера „Молотов“ и лидера „Харков“. Съгласно плана на 2 август в 17:20 корабите от Туапсе трябва да изляват в морето и до тъмнината да плават на запад, а след това да обърнат към района и да заемат огнева позиция към началото на следващия ден. За подсигуряване на ориентирането и надежното наблюдение на корабите през нощта в района на стрелбите е изпратена подводницата М-62, която трябва да обозначи своето място с бял огън. „Молотов“ трябва да обстреля Феодосия (за това са отделени 180 снаряда калибър 180 mm), а „Харков“ да атакува Двуякорния залив. Едновременният огневи налет трябва да се проведе за 15 минути. Счита се, че противника, поради внезапността на атаката, няма да може да окаже противодействие.
Вечерта на 1 август „Молотов“ и „Харков“ излизат от Поти и в 5:03 сутринта пристигат в Туапсе, където на два пъти са открити от немски самолети разузнавачи. На 2 август в 16:00 на крайцера вдига флаг командирът на бригадата крайцери контраадмирал Басистий и заповядва да се вдигне котва и да се насочат за Феодосия. Корабите напускат порта в 17:12 (отпред плава лидерът, след него крайцерът) на ход 26 възела: те се охраняват от четири торпедни катера, два морски бомбардировача МБР-2 и два изтребителя ЛаГГ-3. Скоро немски самолет He-111 забелязва излизането на корабите в морето и в 17:59 на височина 7000 m прелита над „Молотов“. Става ясно, че скритостта на операцията е нарушена. За да се объркат немците, корабите в 18:05 лягат на фалшив курс в посока Новоросийск, а когато Hе-111 се скрива, те обръщат на запад. Но в 18:50 вражеският самолет отново се появява над отряда, а към това време самолетите на съпровождението са се върнали в базата. Корабите обстрелват самолета и вторично завиват за Новоросийск, но той не изостава от тях и остава на екраните на радарите до 21:00. С настъплението на тъмнината в 20:30 корабите лягат на курс 270° и увеличават скоростта до 28 възела.
В 23:15 изгрява луната и видимостта значително се подобрява. След 10 минути „Молотов“ и „Харков“ завиват към района, където трябва да се намира М-62, но не успяват да видят светлинния сигнал, подаван от лодката, и трябва да се оринтират за своето местоположение по брегови ориентири. Към полунощ право по курса започват да се очертават носовете Меганом, Киик Атлама и върха на планината Кара Даг. Изяснява се, че поради честите смени на курса корабите са на 12 кабелта западно от мястото на срещата. Обсервацията по брега на 100 – 130 кабелта през нощта не осигурява точност на стрелбата по невидим обект с площ около квадратен километър, но командирът на крайцера все пак решава да открие огън. В 0:53, когато корабите вече лежат на бойния курс 65°, отляво по носа на „Молотов“ се появяват италианските торпедни катери MAS-568 и MAS-573. Крайцерът рязко завива надясно и увеличава хода до пълен, успявайки да избегне атаките на катерите. Но изходните данни за стрелба трябва да бъдат отново изчислени.
В 0:59 лидерът открива огън по Двуякорния залив и в този момент немските брегови батареи, разположени на носовете Или и Киик Атлама, откриват огън по „Молотов“. Седем триоръдейни залпа лягат с голяма точност, няколко от тях покриват крайцера – хитлеристите явно използват радиолокация. В 1:05 при излизането на „Молотов“ към точката на залпа по втория разчет на изходните данни неговите сигналчици отново откриват отляво на курсов ъгъл 20° торпеден катер, и крайцерът веднага увеличава хода, завива надясно и открива огън по катера от автоматите. Съхраняването на необходимото за точна стрелба устойчиво маневриране на крайцера е невъзможно и командирът на бригадата заповядва да се оттеглят на юг с 28 възела скорост. В 1:19 отдалечаващите се от кримския бряг кораби са атакувани от самолет торпедоносец (по траверса на левия борд той се приближава към „Молотов“). Командирът на крайцера М. Ф. Романов навреме се отклонява надясно и торпедото минава надлъжно на десния борд. След 5 минути последва едновременната атака вече на два торпедоносеца. Един лети към крайцера по десния траверс, а друг – по ляв курсов ъгъл 110°. Поради затрудняващата наблюдението лунна светлина вторият самолет е открит късно. От разстояние 3 – 6 кабелта „Молотов“ открива интензивен огън и започва циркулация наляво, отклонявайки се от десния торпедоносец, намиращ се на курсов ъгъл 150° и хвърлил две торпеда. Вторият торпедоносец хвърля две торпеда също по десния борд. Две торпеда преминават зад кърмата, третото по протежение на левия борд, а четвъртото в 1:27 уцелва кърмата на кораба отдясно. Един от торпедоносците все пак е свален с огъня на кърмовите автомати на крайцера.
Взривът на торпедото откъсва 20 m от кърмовата оконечност на крайцера до 262-рия шпангоут с руля, румпелното отделение с рулевата машина и химическия отсек. Загиват 18 души. Всички помещения в района на взрива са разрушени, също е деформиран кронщейна на десния валопровод и силно е огънат конусът на гребния вал. Корабът загубва управление. Повредите по винтовете и десния гребен вал предизвикват силна вибрация в корпуса и хода се снижава до 10 възела, поради което налягането в котлите се вдига над критичното, сработват предохранителните клапани, и през тях с оглушително свистене в атмосферата излита стълб пара, образувайки над кораба бял облак. Крайцерът започва да описва циркулация вляво, тъй като огънатата от взрива обшивка на борда действа като завъртян по борда рул. По свидетелство на старшия помощник С. В. Домнин, изначално от носовия ходов мостик поради стрелбата на оръдията никой не чува взрива на торпедото и не чувства повредите. Но едва вахтения рулеви долага за проблемите с руля и командира вижда, че крайцерът циркулира вляво. По телефона не успяват да предадат заповедта за пренасянето на управлението на рулите в румпелното отделение, а матросът, изпратен там, долага, че кърмата е откъсната по кърмовите кнехти. Уточнил степента на повредите, М. Ф. Романов пуска радиограма към командващия флота и получава след няколко минути отговор с открит текст:
Басистов, Романов. Крайцерът да се спаси на всяка цена. Изпращам всички намиращи се в мое разпореждане средства за помощ. Октябърски.
Около 1:30 повреденият крайцер е подложен на атака от торпеден катер, но неговите торпеда минават встрани. Междувременно екипажът започва аварийните работи и скоро успяват да осигурят движение по прав курс. За това лявата машина е включена на „пълен напред“ (240 об/мин), а дясната на „най-малък назад“ (30 – 50 об/мин). В 2 часа през нощта започват да подготвят буксир, за да го подадат на лидера, но постоянните авионалети и атаки на катери не позволяват на корабите да намалят скоростта и да се сближат. Управлявайки се с машините, „Молотов“ продължава да се оттегля с 14-възлов ход. В 5:10 над корабите се появяват приятелските самолети, а след 30 минути в охраната на крайцера и лидера се вливат 6 торпедни катера. Но немците, независимо от баражиращите изтребители, не прекратяват атаките: на траверса на Анапа в 7:17 четири торпедоносеца (по два на борд) захождат по кърмовите курсови ъгли. Крайцерът открива плътен заградителен огън с всички калибри, включително главния, и един самолет се запалва и само по чудо успява да се скрие зад хоризонта, а втори е атакуван от МБР-2. Двата останали пускат всичките си торпеда отдалеч, но не уцелват. За 6 часа (от 1:35 до 7:31) нацистките войски 12 пъти атакуват крайцера и губят два самолета. На 3 август в 22:14 крайцерът пуска котва на външния рейд на Поти, а сутринта на следващия ден е въведен в залива и поставен на причал № 12.
В крайна сметка в операцията „Молотов“ и „Харков“ отразяват 23 атаки (от тях 12 по въздуха и 11 на торпедни катери), свалят три бомбардировача Heinkel He 111 и повреждат два други самолета и катер. Крайцерът изразходва 2886 снаряда от всички калибри. За подсигуряване на оттеглянето на корабите от Новоросийск и Туапсе излизат есминеца „Незаможник“, СКР „Шквал“, тралчика Т-495, 13 торпедни катера, 8 стражеви катера и спасителния съд „Юпитер“. За прикритие на корабите изтребители извършват 63 полета, морските бомбардировачи – 4. Своята задача корабите не успяват да изпълнят, тъй като губят условието за внезапност на атаката.

### Възстановителен ремонт
Проектът за възстановителния ремонт на крайцера се разработва паралелно от специалистите на ЦКБ-17 и КБ на завод № 201. Избран е междинен вариант, предвиждащ присъединяване към корпуса на повредения кораб на нова кърма от недостроения крайцер от проект 68 „Фрунзе“, отличаваща се по размери в различна степен в различните места от 200 до 1500 mm, за сметка на разглобяване на външната обшивка и бордовия набор в района на 230-ия – 240-ия шпангоути, последващо огъване на набора и сглобяване по новите линии, осигуряващо плавен преход от единия теоретичен чертеж към другия. Нормални обводи на корпуса при „Молотов“ все пак не успяват да се постигнат, за сметка на това използването на готовата кърмова част позволява да се включи корабът в строй много бързо. Балерът и перото на руля се предполага да се вземат от недостроения крайцер проект 68 „Железняков“, намиращ се в Ленинград в завод № 194, рулевата машина – от строящия се в Комсомолск на Амур крайцер „Каганович“, а датчика на руля – от недостроената подводница Л-25, стояща в Поти. Разрешението за използването на кърмата на „Фрунзе“ и самият метод за възстановяване са дадени от заместника на наркома на ВМФ по корабостроене и въоръжение адмирал Лев Галер. Ремонтът се изпълнява от завод № 201 в Поти от октомври 1942 до юли 1943 г., за което се използва шестипонтонен стоманен плаващ док с подемна сила 5000 t, дължина по стапел палубата 113 m и ширина 22 m. Използва се непълно докуване, а доковата маса на крайцера съставлява 8000 t. Корпусът на „Фрунзе“ на 3 декември е частично вкаран в дока, където от него отрязват кърмовата оконечност по 230-ия шпангоут. На 24 декември „Фрунзе“ вече без кърма е изваден от дока.
Междувременно специалистите на аварийно-спасителната служба на флота правят подводно обрязване на повредените части на корпуса на „Молотов“. Обрезката от кърмата, на вода, се прави от горната палуба по 252,5-ия шпангоут до първата платформа, а след това хоризонтално до 262-рия шпангоут и надолу, за да се съхранят кронщейните на гребните валове (те са закрепени в района на 255 – 259 шпангоути). На 26 декември крайцерът е въведен в дока за стиковка с кърмовия блок на корпуса на „Фрунзе“, поставен на плъзгачи. Корабът е поставен с диферент към носа 3°, газенето по носа съставя 7,5 m, носовата надвесена извън дока конзола има дължина 73,2 m. Цепнатината между кърмовия блок на „Фрунзе“ и кърмата на „Молотов“ се равнява на 800 mm. Опасност има за преместването на новата кърма към корпуса на пострадалия кораб, поради вероятност от поява на изкривявания, крен и удари. С помощта на двестатонни хидравлични крикове операцията е проведена успешно в течение на денонощие и е завършена на 15 януари 1943 г., след което започват работите по стиковката на палубите, платформите, надлъжните прегради, ахтерхщевена, външната обшивка. Обводите на корабите не съвпадат, за това на дължина 2,5 m са поставени преходни листове обтекатели. След края на стиковъчните работи кърмовите отсеци се изпитват за водонепроницаемост, а след това е качена рулевата машина и поставен руля. Едновременно в цеха е извършена сложната операция по изправянето на гребния вал с маса 18 t и дължина 22 m, на който е огънат конусът, а също е ремонтиран деформираният от взрив кронщейн на гребния вал.
На 25 април „Молотов“ с новата му кърма е изваден от дока и до 20 юни по него се изпълняват довършителните работи на вода. При провеждането на швартовните изпитания има авария в рулевата машина: заради лошо омасляване на системата окалина и мръсотия попадат в помпата с променлива производителност, което води до излизане на буталата от строй (техният ремонт отнема месец). На 23 юли крайцерът излиза в морето за преход в Батуми, паралелно изпитвайки машините и корпуса. На 27 юли минават ходовите приемо-предавни изпитания. Според техните резултати се изяснява, че стиковката на новата кърма практически не се е отразила на неговата скорост. Приемният акт за възстановения кораб е подписан на 31 юли 1943 г.
На 18 август 1944 г. в състава на отряда „Молотов“ е пребазиран в Новоросийск, а на 5 ноември, в състава на ескадрата на ЧФ, крайцерът се връща в Севастопол, където и посреща края на войната.
Всичко, от 22 юни 1941 до 1 януари 1944 г., „Молотов“ изминава 11 652 мили за 697 ходови часа. Стоянката с прогрети машини съставлява всичко 316 h, с дежурен главен котел – 10 638 h. Всичко са изразходвани 25 816 t гориво.

## След войната
През ноември 1945 г. корабът е поставен в Северния док на завод № 497, където на него са изпълнени доковите и неотложни работи. На 5 октомври 1946 г. на крайцера за малко не става взрив: при стрелба на Тендровския рейд в претоваръчното отделение на втората кула на главния калибър се възпламенява заряд. Наводнявайки кулата, моряците предотвратяват взрива на кораба. При ликвидацията на аварията загиват старшина и 22 матроса, 20 души получават изгаряния и травми. На кораба пристигат командващият флота Филип Октябърски, командващият ескадрата Сергей Горшков, по-късно и главкомът на ВМС Николай Кузнецов. Комисията установява, че личният състав, съблюдавайки всички установени правила и инструкции, действа правилно и прегражда пътя на огъня. Пожарът в кулата се явява следствие от конструктивна недоработка на елеватора.
На 19 август 1947 г. крайцерът, под командването на капитан 2-ри ранг Б. Ф. Петров, доставя от Ялта в Сочи Йосиф Сталин и заместника на председателя на Съвета на Министрите на СССР Алексей Косигин. „Молотов“ плава под флага на Главкома на ВМС Иван Юмашев в съпровод на есминците „Огневой“ и „Лихой“. По време на плаването Сталин със свитата си минава по кораба и оглежда първата кула на главния калибър.
В края на 1940-те години на „Молотов“ са проведени изпитанията на опитните образци на радиоелектронното въоръжение, предназначено за строящите се крайцери проект 68-К и крайцери проект 68-бис: през 1948 г. е изпитана РЛС за откриване на надводни цели „Риф“ и РЛС за противовъздушна отбрана „Гюйс-2“, а в 1949 г. – апаратурата на бойния информационен пост „Звено“ (прототипа на съвременните автоматизирани системи за управление). От 1952 до 28 януари 1955 г. крайцерът е в завод № 497 („Севморзавод“) като преминава основен ремонт и модернизация с обновление на зенитното и радиолокационното въоръжение. През 1955 г. „Молотов“ става флагмански кораб на 50-та дивизия крайцери на ЧФ и на него държи своя флаг командирът на дивизията контраадмирал Семьон Лобов.
В нощта на 29 октомври 1955 г. в Северния залив се случва взрив на линкора „Новоросийск“, стоящ на бочка № 1. В същото време „Молотов“ е на бочка № 3 и след взрива на него е вдигната бойна тревога. В 1:40 от него изпращат баркас с авариен екип в състав 20 души и санитарна група, след още 10 минути изпращат втора аварийна група от 18 души, а в 4:20 са изпратени лодки за оказване на помощ. След 20 минути са доставени 31 души от екипажа на „Новоросийск“. В хода на спасителните работи 5 души от състава на аварийните екипи на „Молотов“ загиват.

## „Слава“
На 3 август 1957 г., след разобличаването на антипартийната група на Молотов, Каганович и Маленков, корабът е преименуван на „Слава“, в чест на броненосеца „Слава“ – флагманът Морских сил Рижского залива,, което впоследствие става обект за шеги – „Слава“ може да се разглежда и като съкращение от името „Вячеслав“, а именно такова е и малкото име на Молотов. На 14 януари 1959 крайцерът излиза от бойния състав и е консервиран, а след година и половина е разконсервиран и отново влиза в строй. През април 1961 г. съгласно закона на Върховния Съвет на СССР „За новото значително съкращение на ВС на СССР“ са разформировани ескадрата на ЧФ, 44-та и 50-та дивизии крайцери. Основните сили влизат в състава на 150-та бригада ЕМ. От 3 август „Слава“ става учебен крайцер.
На 30 юни 1966 г. се сформира 21-ва бригада противолодъчни кораби, където влиза и учебният крайцер „Слава“. От 5 юни до 30 юни 1967 г. той носи бойна служба в зоната на военните действия в Средиземно море, изпълнявайки задачата по оказване на помощ на въоръжените сили на Сирия. През септември – декември 1970 г. крайцерът под командването на капитан 2-ри ранг Г. А. Баско се намира на бойна служба в Средиземно море и на 9 ноември оказва помощ на екипажа на есминеца „Бравий“ след сблъсъка му с английския самолетоносач „Арк Ройял“.
На 30 декември 1970 г. „Слава“ е включен в състава на 70-та бригада противолодъчни кораби на КЧФ. На 4 април 1972 г. крайцерът е изключен от състава на ВМС и скоро след това е разкомплектован за скрап в Инкерман.

## Командири на кораба
- капитан 1-ви ранг Зиновиев, Юрий Константинович (хх.08.1938 – хх.08.1939)
- капитан 1-ви ранг Зиновиев Ю. К. (хх.10.1939 – 06.03.1942)
- капитан 1-ви ранг Романов, Михаил Фьодорович (07.03.1942 – 28.04.1943)
- капитан 3-ти ранг Жиров, Фьодор Василиевич (28.04.1943 – 01.04.1944)
- капитан 2-ри ранг Пархоменко, Виктор Александрович (01.04.1944 – хх.11.1945)
- капитан 2-ри ранг Ерошенко, Василий Николаевич (1946)
- капитан 1-ви ранг Петров, Борис Фьодорович (1946 – 1949)
- капитан 2-ри ранг Баско Г. А.
- капитан 1-ви ранг Мясоедов, Николай Борисович